# 滙港電訊

前九倉電訊標誌

滙港電訊有限公司（前稱九倉電訊有限公司）於2019年4月與香港寬頻完成合併並易名為香港寬頻企業方案香港有限公司（香港寬頻企業方案香港），前稱九倉電訊、香港新電訊有限公司、九倉新電訊有限公司。公司成立於1995年，是香港政府全面開放香港電訊市場，首批獲發固網電訊網絡服務經營牌照的公司之一，另外兩間是和記電訊（現稱環球全域電訊）和新世界電話（現稱香港寬頻企業方案）。

## 歷史
- 1995年：香港新電訊有限公司成立，獲發固定電訊網絡服務經營牌照。[3]
- 1996年：推出IDD007長途電話及固網電話服務。[4]
- 2002年：公司宣佈在2001年錄得首次純利。[5]公司名稱由「香港新電訊有限公司」改稱「九倉新電訊有限公司」。
- 2003年：公司名稱由「九倉新電訊有限公司」改稱「九倉電訊有限公司」。[6]
- 2006年：公司進行架構重組，九倉電訊與子公司COL策略式合併，集中商業客戶電訊業務，同屬九龍倉的有線寬頻則集中住宅客戶電訊業務。[7][8]
- 2007年：公司宣佈成立子公司Wharf T&T eBusiness Limited，提供寬頻應用及互聯網應用服務。[9]
- 2016年3月7日向在國際具領導地位的電訊及信息服務供應商澳大利亞電訊有限公司收購Pacnet Internet HK Limited。 澳大利亞電訊有限公司（Telstra） 在收購完Pacnet後, 認為 其香港的寬頻上網業務貢獻不大， 因此直接把業務打包並賣給九倉電訊
- 2016年10月5日，九龍倉以95億港元，向TPG資本及MBK Partners所組成的財團Green Energy Cayman Corp，出售主營商業寬頻業務的九倉電訊全部股權，交易已於2016年11月9日完成。
- 2017年6月15日，九倉電訊改名滙港電訊（WTT HK Limited）[10]。

- 2018年8月8日，香港寬頻斥資54.8975億港元向TPG資本及MBK Partners所組成的財團Green Energy Cayman Corp收購匯港電訊全部權益，當中35.488億港元代價香港寬頻將以每股11.60港元向上述兩位賣家各自發行約1.52億股支付，各佔擴大後股本10.34％，另外19.409億港元將透過發行賣方貸款票據方式支付，連同股份及行使無息賣方貸款票據，TPG及MBK將持有香港寬頻已擴大股本16%，作為建議交易的一部分，集團須承擔匯港電訊的現有債務6.7億美元﹙相當於約52.59億港元﹚。因此，計及手持的2.6億元現金，匯港電訊整體企業價值為約104.89億元。

## 外部連結
- 滙港電訊有限公司 （页面存档备份，存于）
- COL有限公司
- WTT eBusiness Limited （页面存档备份，存于）